# Communauté de communes de Loir et Bercé
Die Communauté de communes de Loir et Bercé ist ein ehemaliger französischer Gemeindeverband mit der Rechtsform einer Communauté de communes im Département Sarthe in der Region Pays de la Loire. Sie wurde am 30. Dezember 1994 gegründet und umfasste zwölf Gemeinden. Der Verwaltungssitz befand sich im Ort Jupilles.

## Historische Entwicklung
Mit Wirkung vom 1. Januar 2017 fusionierte der Gemeindeverband mit 
- Communauté de communes du Val du Loir sowie
- Communauté de communes de Lucé

und bildete so die Nachfolgeorganisation Communauté de communes Loir-Lucé-Bercé.
Gleichzeitig schlossen sich die Gemeinden Château-du-Loir, Montabon und Vouvray-sur-Loir zur Commune nouvelle Montval-sur-Loir zusammen.

## Ehemalige Mitgliedsgemeinden
1. Beaumont-Pied-de-Bœuf
2. Château-du-Loir
3. Dissay-sous-Courcillon
4. Flée
5. Jupilles
6. Lavernat
7. Luceau
8. Montabon
9. Nogent-sur-Loir
10. Saint-Pierre-de-Chevillé
11. Thoiré-sur-Dinan
12. Vouvray-sur-Loir